# Zakris Pehrsson
Zakris Pehrsson, född 28 juni 1793 i Lidgatu, Ådalsliden, Ångermanland, död där 1 oktober 1871, var en svensk konstsnickare och träsnidare.
Pehrsson är en av Ångermanlands mest kända allmogekonstnärer och har bland annat utfört inredningen till sin hemsockens kyrka. Hans produktion omfattar skulpterade möbler, spegelramar och klockskåp. Hans former och motiv ansluter till 1700-talets modeller i en fri bearbetning. Han omnämns av sin släkting författaren Pelle Molin som en mångsidig person som förutom sitt snideri även var verksam som diktare. Pehrsson finns representerad vid Nordiska museet och Norrlands kulturhistoriska museum i Härnösand.